# Karl von Savigny

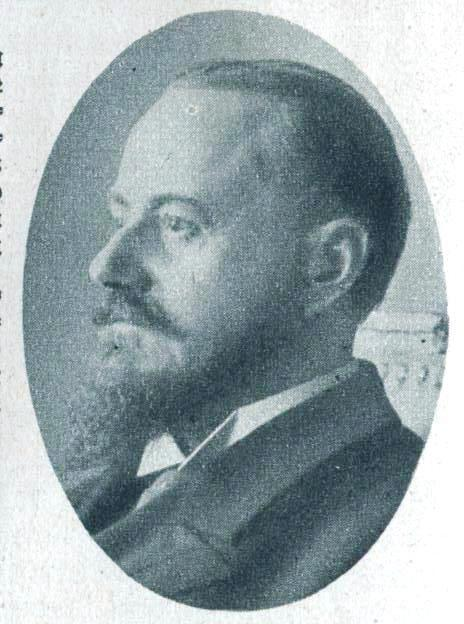
Karl von Savigny

Karl von Savigny

Karl Friedrich Maria Stephan Adolf von Savigny (* 25. Mai 1855 in Karlsruhe; † 6. November 1928 auf Gut Trages bei Gelnhausen) war ein Majoratsherr in Hessen, preußischer Beamter (Landrat von Büren) sowie deutscher Politiker der Zentrumspartei.

## Leben
Er war Sohn des führenden Zentrumspolitikers Karl Friedrich von Savigny und seiner Frau Freda Sophie Karoline Marie (geb. von Arnim-Boitzenburg). Savigny besuchte das Friedrich-Werder-Gymnasium in Berlin und studierte Rechtswissenschaften in Berlin und Bonn sowie Nationalökonomie in Löwen. In Bonn wurde er aktives Mitglied der katholischen Studentenverbindung K.St.V. Arminia im KV. 1876 promovierte Savigny zum Dr. jur. publ und absolvierte dann den üblichen Vorbereitungsdienst für den preußischen Staatsdienst. Im Jahr 1881 leistete Savigny seinen Militärdienst als Einjährig-Freiwilliger beim 1. Garde-Dragoner-Regiment in Berlin ab und verließ die Armee als Premierleutnant.
Da die Fortsetzung des Vorbereitungsdienstes in der Nähe seiner Güter nicht möglich war, verzichtete er zunächst auf eine Fortsetzung seiner Tätigkeit im Staatsdienst und übernahm zunächst die Verwaltung der ihm zugefallenen Güter bei Hanau. Später trat er wieder in den öffentlichen Dienst ein. Als Regierungsassessor war er bei verschiedenen Bezirksregierungen tätig. Seit 1894 wurde er zunächst vertretungsweise mit der Verwaltung des Landratsamtes in Büren beauftragt. Ein Jahr später wurde er dort definitiv zum Landrat ernannt. Im Jahr 1912 trat er aus Gesundheitsgründen aus den Staatsdienst aus.
Savigny gehörte der Zentrumspartei an. Zwischen 1900 und 1918 war er Mitglied des Reichstages, in den er im Rahmen einer Ersatzwahl am 5. Dezember 1900 als Abgeordneter für den Wahlkreis Minden 4 (Paderborn - Büren) gewählt wurde. Außerdem war er von 1899 bis 1918 Mitglied des Preußischen Abgeordnetenhauses. Außerdem gehörte er dem Kreistag in Hanau und dem westfälischen Provinziallandtag an. In den Jahren 1921 bis 1925 vertrat er die Zentrumspartei im Kommunallandtag Kassel und dem Provinziallandtag der Provinz Hessen-Nassau.
Savigny heiratete 1912 Maria Elisabeth Charlotte (geb. von Amelunxen). Sie war Witwe seines Bruders Leo von Savigny.
Er war Mitglied des westfälischen Altertumsvereins und Direktor des landwirtschaftlichen Kreisvereins Büren.
Um den Kreis Büren machte er sich während seiner Amtszeit als Landrat unter anderem durch die Mitinitiierung der Almetalbahn und des Almetalzentralwasserwerks verdient.